# Brychius elevatus
Brychius elevatus är en skalbaggsart som först beskrevs av Georg Wolfgang Franz Panzer 1793.  Brychius elevatus ingår i släktet Brychius, och familjen vattentrampare. Arten är reproducerande i Sverige.

## Bildgalleri

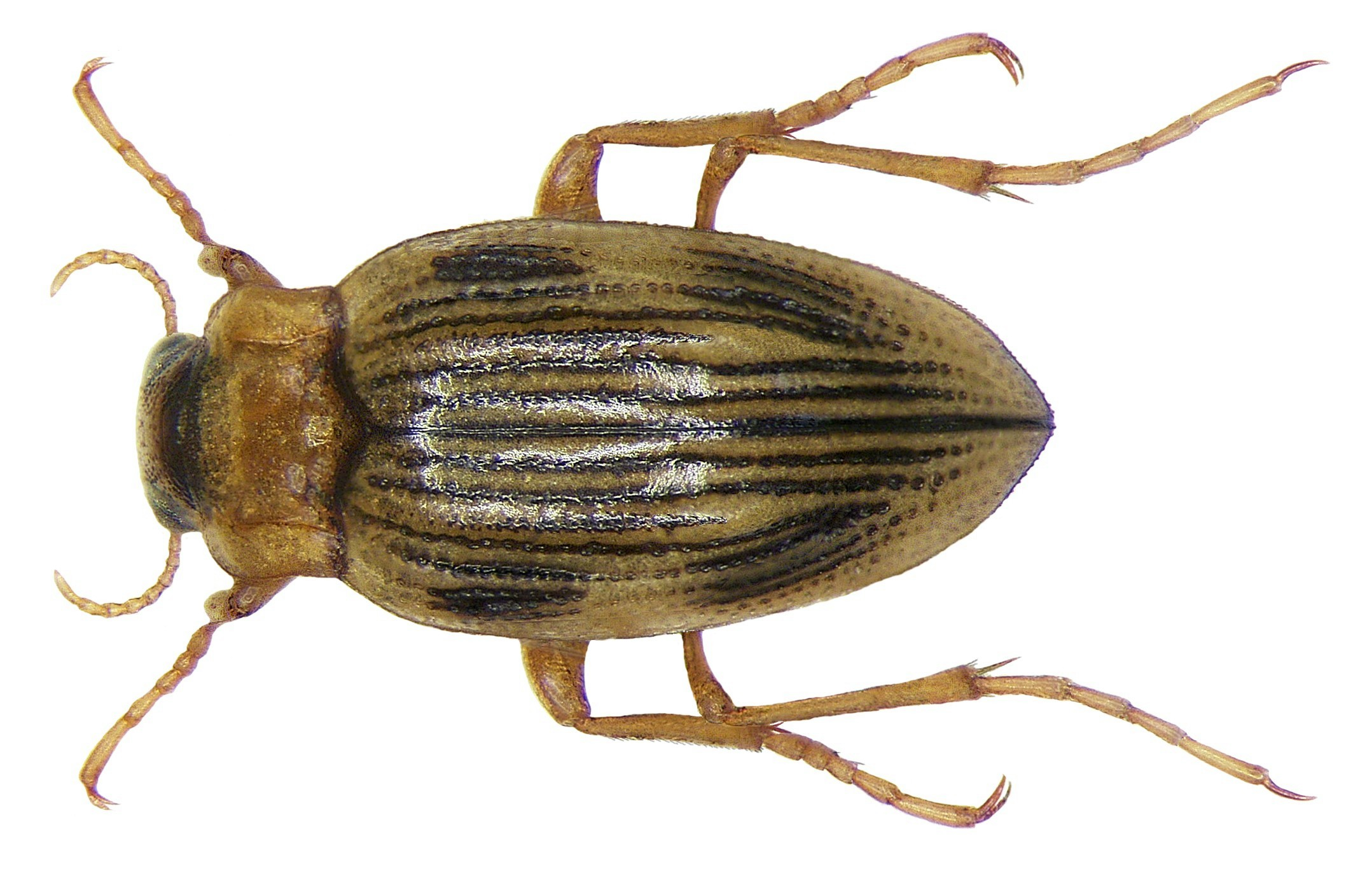
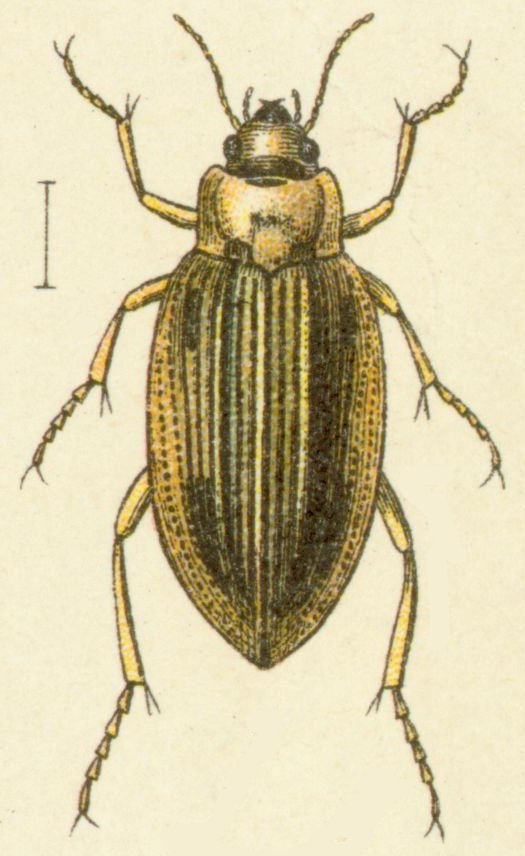